# Полтавський академічний обласний український музично-драматичний театр імені Миколи Гоголя
Полтавський академічний обласний український музично-драматичний театр імені М. В. Гоголя — обласний академічний драматичний театр у місті Полтаві, головна театральна сцена області.

## Загальні дані
Театр розташований у спеціально зведеному функціональному приміщенні (архітектори О. Крилов, О. Малишенко, 1958) у середмісті Полтави за адресою: вул. Соборності, 23, м. Полтава-36020, Україна.
Глядацька зала на 450 місць.
Директор закладу — заслужений працівник культури України Олексій Миколайович Андрієнко.
Головний режисер  — заслужений діяч мистецтв України Шевченко Владислав Олександрович
Головний балетмейстер — Світлана Юріївна Мельник.
Головний диригент — Олександр Васильович Сурженко.
Головний художник — Ірина Георгіївна Кліменченко.
Завідувач літературною частиною — Ольга Сергіївна Коваленко.
Завідувач трупою — Валентина Василівна Кусакіна.
Помічник режисера — Наталія Іванівна Бондаренко.
Помічник режисера — Олександр Васильович Коваленко

## Історія

### Передісторія і театр до ІІ Світової війни
Полтава має давні театральні традиції. Перша згадка про театр в місті Полтава датується 1810 роком. А вже перший професійний театр  — Полтавський вільний театр було відкрито аж 1818 року. Його першим директором став основоположник нової української літератури І. П. Котляревський. Серед 15 акторів його трупи був і відомий актор-кріпак Михайло Щепкін. У XIX — на початку ХХ ст.ст. у місті діяло ще декілька театральних колективів, і т.ч. у стаціонарних приміщеннях.
Навесні 1936 року в Полтаві на базі Харківського комсомольського музичного театру був створений український музично-драматичний театр під назвою Державний театр музичної драми; від наступного (1937) — обласний. У репертуарі цей колектив поєднував драматичні та оперні вистави. Перший спектакль — «Сорочинський ярмарок» М. Мусоргського у постановці головного режисера і засновника театру народного артиста УРСР В. М. Скляренка відбувся 1 травня 1936. У складі першої трупи: В. Ф. Варецька, Р. Д. Єфименко, Л. К. та А. І. Іванченки, П. І. Захаров, Є. А. Золотаренко, М. Г. Йосипенко, К. П. Кошевський, П. С. Колесник, Є. Т. Коханенко, М. А. Міцкевич, К. О. Осмяловська, Є. В. Селецька, Д. П. Степовий, Л. В. Солнцева, М. С. Терещенко, Є. О. Хуторна.
Починаючи від 1937 року і до початку Німецько-радянської війни при театрі працювала акторська студія. До війни заклад діяв у просвітницькому будинку імені Миколи Гоголя на вулиці Гоголя № 22 (у теперішній час кінотеатр «Колос»).
У листопаді 1938 року у виставі «Наталка Полтавка», поставленій на відзначення 100-річчя від дня смерті І. П. Котляревського, брала участь народна артистка СРСР М. І. Литвиненко-Вольгемут. Вступне слово перед виставою виголосив український поет М. Т. Рильський.
У серпні 1941 року на базі трупи театру та частини акторів Полтавського колгоспного театру ім. І. П. Котляревського був створений трудовий колектив, який працював у 1941—44 роках у місті Зиряновську (Казахстан).

### Театр у повоєнний час
1944 року творчий колектив повернувся до Полтави.
У 1953 році Полтавською міською владою було вирішено спорудити новий музично-драматичний театр, і за проєктом архітекторів О. Крилова та О. Малишенка розпочалося його будівництво. На ознаменування 100-річчя від дня народження М. В. Гоголя 7 листопада 1958 року відбулося урочисте відкриття теперішнього приміщення музично-драматичного театру ім. М. В. Гоголя (на Театральній площі по вулиці Соборності № 23).
1950—60 роки — період високого творчого підйому і розквіту полтавського театру. Період 1970—80 років закріпив за театром славу одного з найкращих в Україні. «Гоголівців» запрошували на гастролі до Москви і Ленінграда, де під час гастрольного турне полтавські актори презентували виставу «Наталка Полтавка» на сцені Державного Большого театру за участю народного артиста СРСР І. С. Козловського, який розпочинав своє творче життя са́ме на сцені театру ім. М. В. Гоголя.
У повоєнний період з театром пов'язана творчість народних артистів УРСР Т. І. Кислякової, В. М. Кожевникової, В. І. Конопацького, Г. М. Лазарєва, В. П. Мірошниченка, С. І. Онипка, Б. М. Прокоповича, С. К. Сміяна (у 1951—56 рр. головний режисер), В. Є. Смоляка, В. Г. Сумського, заслужених артистів УРСР Р. І. Олексієнко, В. О. Волкової, О. О. Зазимка, В. С. Кашперського, В. Л. Мироновича, І. П. Моровщика, Л. В. Онищенко, Г. І. Опанасенко, Ю. В. Попова, В. Г. Репенка, К. С. Сидорчук, П. К. Лисенка, П. П. Юзефовича, заслуженого діяча мистецтв УРСР Є. І. Головатюка, А. П. Пундика, народного художника УРСР В. Геращенка.

### Театр на сучасному етапі

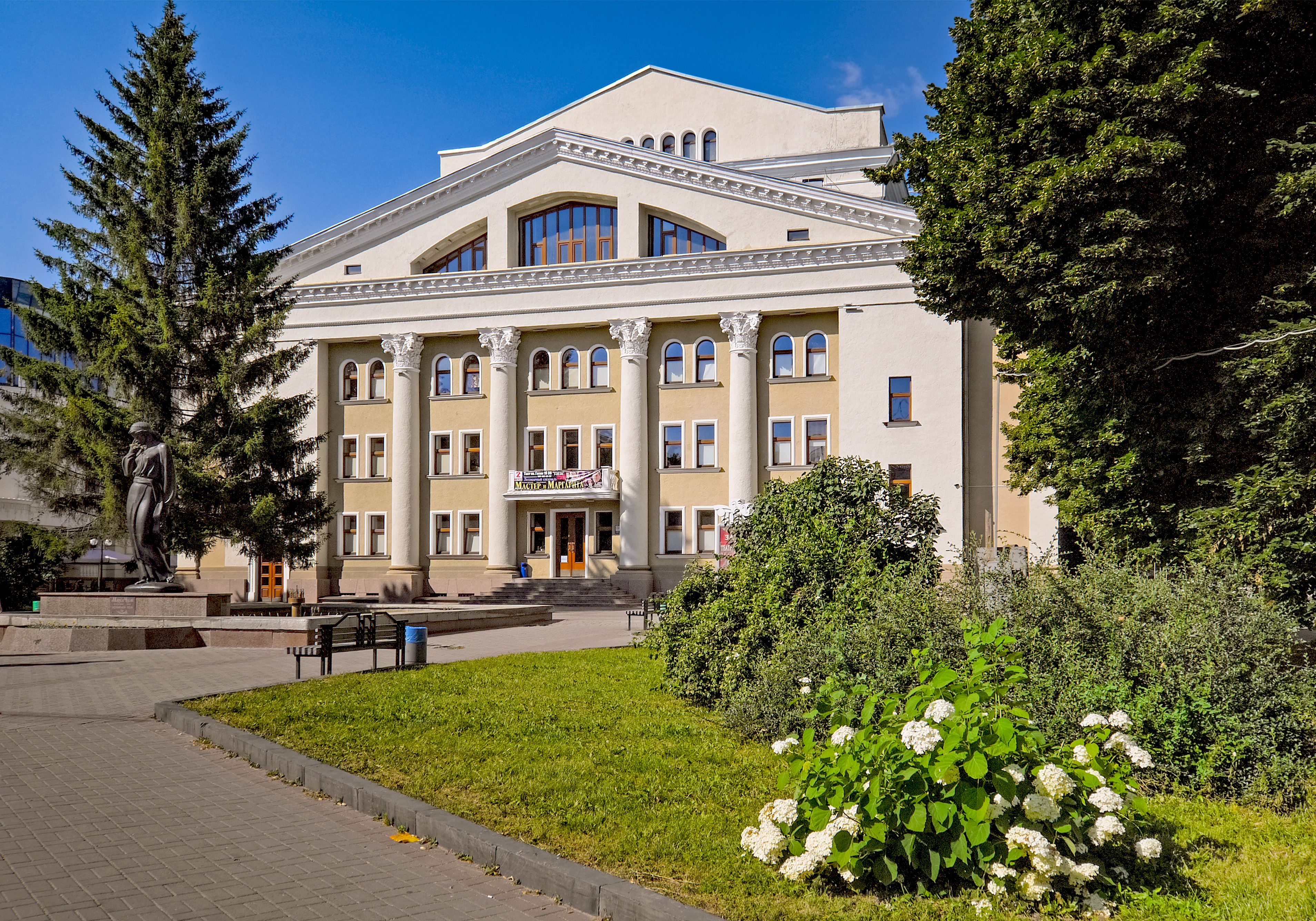
Полтавський драмтеатр, вигляд з боку Театральної площі (вулиці Небесної Сотні) і пам'ятник Марусі Чурай, серпень 2009 року

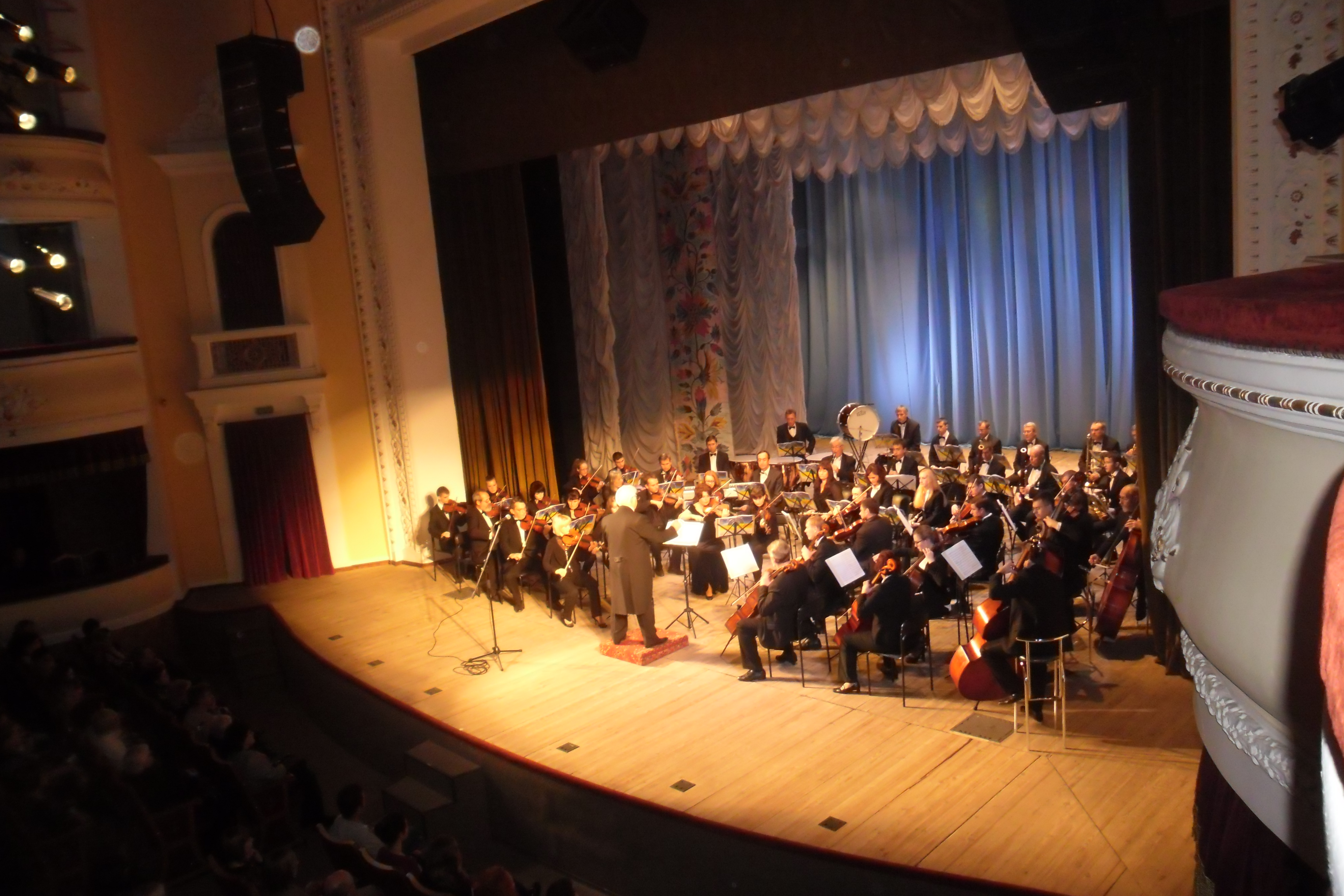
Сцена Полтавського драмтеатру, 2015 року

У 2-й пол. 2000-х рр. трупу театру складали досвідчені майстри сцени і творча молодь. Десять митців колективу носять звання заслужених і народних артистів: народні артисти України Н. Ножинова, Ю. Попов, Ж. Северін, В. Голуб, В. Скакун; заслужені артисти України В. Репенко, О. Зазимко, В. Гостіщєв, О. Шеремет, М. Дудник.
У той же час 2000-го року з театрального було виокремлено та розширено склад симфонічного оркестру котрий окрім театральної діяльності здійснює гастролі по містах країни та військових частинах, зокрема баз ВМС України у Криму (2011) та під час «АТО».
У жовтні 2006 року театр відкрив свій 70-й ювілейний театральний сезон, що ознаменувався видатною подією — Полтавський обласний український музично-драматичний театр ім. М. В. Гоголя отримав статус академічного.
14 квітня 2006 року на Театральній площі з боку вулиці Небесної Сотні було відкрито пам'ятник легендарній Марусі Чурай (інша назва — пам'ятний знак Українській пісні; архітектор А. Чернощоков і скульптор А. Коришев).
Від вересня 2008 року, напередодні 200-річчя від дня народження видатного письменника, уродженця Полтавщини Миколи Гоголя, приміщення обласного музично-драматичного театру закрито на капітальну реставрацію. Загальна кошторисна вартість, затверджена облдержадміністрацією розпорядженням № 352 голови обласної державної адміністрації від 8 вересня 2009 року становить 43,8 мільйона гривень. Однак, очевидно, цих коштів не вистачить на здійснення робіт у повному обсязі.
У 2011 році приміщення Полтавського театру знову відчинило двері для шанувальників високого мистецтва після капітального ремонту, що тривав три роки. За цей час повністю замінили світлове та звукове обладнання, механіку сцени, технологічний зв'язок, встановили телекомунікаційні системи та відеопроєкцію, яких раніше не було. Водночас реставрували фасад, залу для глядачів, артистичні гримерні, фоє, ліпні частини, розписи, старовинні люстри, паркет. У театрі замінили мармурові плити, усі комунікації, протипожежну систему та дах. На ці роботи витратили 30 млн грн з обласного та 26 млн. грн. з державного бюджетів.
2011 колектив театру став Лауреатом премії імені І. П. Котляревського у номінації «Театральна діяльність».
У сезони 2012-15 рр. репертуар поповнився яскравими постановками. До співпраці запрошувалися найкращі режисери України та закордону. Вперше
світло рампи саме у театрі ім. М. Гоголя у 78-й театральний сезон побачив мюзикл сучасного композитора, народного артиста України Олександра Злотника за Миколою Гоголем «Сорочинський
ярмарок» (режисер — заслужений діяч мистецтв України Юрій Кочевенко).
Гоголівську повість, що на сцені гоголівців «перевтілилася» у мюзикл, режисер
поставив як плеяду жартів із життя простих людей. Ще однією новою перлиною репертуарі стала вистава за пєсою грузинського автора А. Цагарелі «Ханума» (прем'єра — 23 грудня 2013 року), постановку якої здійснила режисер Тбіліського державного академічного театру ім. Коте марджанішвілі Ціціно Кобіашвілі. Фестиваль «В гостях у Гоголя» у 2015 році присвятили Гоголю, до відкриття якого гоголівці прийшли з новою постановкою «Ревізор».
Колектив театру залишається одним із провідних на теренах театрального життя України. Театр проводить гастрольні поїздки у Чернігів, Тернопіль, Кіровоград та інші міста. Бере участь у міжнародних та всеукраїнських фестивалях.

## Репертуар, структура і діяльність
Музичні вистави
1. «Наталка Полтавка» І. Котляревський та М. Лисенко. Режисер — В. Кашперський.

2. «Ніч перед Різдвом» Гоголь Микола Васильович. Режисер — В. Кашперський.

3. «Сватання на Гончарівці» Г. Квітки-Основ'яненка, режисер поновлення  — В. Шевченко

4. «Пісенні перлини України»

5. «Вій» Н. Садур «Панночка». Режисер — В. Шевченко

6. «Бог є любов, або Едіт Піаф» В. Ковтун, Г. Цибань. Режисер — В. Шевченко, балетмейстер — С. Мельник

7. «За двома зайцями» М. Старицький, пісні: Г. Цибань(м. Донецьк), музика: засл. діяч мистецтв України Є. Кулаков(м. Донецьк), Режисер — В. Шевченко, Художник — Т. Чухрій(м. Дніпродзержинськ), балетмейстер — С. Мельник

8. «Сорочинський ярмарок» О. Злотнік, О. Вратарьов, Я. Верещак. Режисер — заслужений діяч мистецтв України Ю. Кочевенко (м. Київ), балетмейстер — С. Мельник, художник — І. Кліменченко

9. «Ханума» А. Цагарелі. Режисер — Ціціно Кобіашвілі (Грузія), балетмейстер — Бакарі Хінтібідзе (Грузія), художник — Ірина Кліменченко.
10. «Енеїда» Жанр: музичний бурлеск на 2 дії, Режисер: В. Шевченко Прем'єра — 07.09.2018 р. Сценічна версія В. Шевченко, Композитор — А. Зименко, Диригент — О. Сурженко, Художник — І. Кліменченко, Хореограф — С. Мельник
11. Нью-Йорк, Нью-Йорк!" Режисер: С. Павлюк (м. Херсон), Прем'єра — 27.03.2019 р., Сценічна версія — С. Павлюк за Р. Хоудоном, Художник — І. Кліменченко, Балетмейстер — Ю. Бусс (м. Херсон), Хормейстер — Р. Рубльова (м. Херсон)
Драматичні вистави
- «Енеїда» І. Котляревського; реж. Юрій Кочевенко
- «Мартин Боруля» І. Карпенка-Карого
- «За двома зайцями» М. Старицького
- «Шельменко-денщик» Г. Квітки-Основ'яненка
- «Звичайна історія» Марія Ладо; реж. О. Рожков
- «Лісова пісня» Л. Українки; реж. Владислав Шевченко
- «Боїнг–Боїнг» Марка Камолетті; реж. Л. Садовський, Б. Чернявський
- «Безталанна» І. Карпенка-Карого; реж. Владислав Шевченко
- «Тев'є–Тевель» Г. Горіна за мотивами збірки оповідань Шолом-Алейхема «Тев'є-Молочар»; реж. Юрій Кочевенко
- «Шинель» М. Гоголя; реж. Б. Чернявський
- «Дочки–Матері» О. Морданя; реж. Владислав Шевченко
- «Назар Стодоля» Т. Шевченка; реж. Юрій Кочевенко
- «Соло для годинника з передзвоном» О. Заградника; реж. Олександр Дзекун
- «Наймичка» Т. Шевченка; реж. Владислав Шевченко
- «Сорочинський ярмарок» І. Вратарьова, Злотника; реж. Юрій Кочевенко
- «Мить… Життя…» Т. Вайлдера; реж. Владислав Шевченко
- «Ревізор» М. Гоголя; реж. Юрій Кочевенко
- «Остання любов Гетьмана» А. Крима; реж. Сергій Павлюк

Вистави–концерти
1. «Чарівний світ танцю» вистава — концерт. Балетмейстер постановник — С. Мельник

2. «Довгі верстви війни» вистава — концерт. Режисер — О. Любченко, диригент — нар. арт. України В. Скакун, балетмейстер — С. Мельник

3. «Шлях Кобзаря» вистава — концерт. Режисер — О. Любченко

4. «Безкровна війна» меморіальна — літературна композиція присвячена пам'яті жертв голодомору. Режисер — В. Шевченко

5. «Ні я жива, я буду вічно жити» — літературно — меморіальна композиція присвячена пам'яті Лесі Українки. Режисер — В. Шевченко
6. «В степу безкраїн за Уралом» — літературно-музичний монтаж за творами Т. Шевченка. Автор ідеї та режисер — народний артист України В. Голуб.
Вистави для дітей
1. «Чіполіно» Дж. Родарі. Режисер — О. Любченко

2. «Кіт у чоботях» за твором Ш. Перро. Режисер — О. Рожков.

3. «Попелюшка» Є. Шварц. Режисер — В. Шевченко

4. «Гука — Чака — вождь червоношкірих» О. Генрі, І. Стрельнікова. Режисер — В. Шевченко

5. "Царівна — Ква — Ква — Г. Цибань(м. Донецьк), музика: зас.діяч мистецтв України Є. Кулаков(м. Донецьк) Режисер — В. Шевченко художник — Н. Ніколаєвська

6. «Малюк та Карлсон» Г. Цибань (м. Донецьк) Режисер — В. Шевченко. художник — Т. Чухрій (м. Дніпродзержинськ)

7. «Летючий корабель» Г. Цибань (м. Донецьк) Режисер — В. Шевченко. художник — Т. Чухрій (м. Дніпродзержинськ).
8. «Пригоди Маші та Віті». Фінн. Режисер — В. Шевченко, художник — І. Кліменченко.
9. «Буратіно» г. Цибань. Режисер — В. Шевченко, художник — І. Кліменченко.
У театрі функціонував додатковий підрозділ — симфонічний оркестр (диригент — народний артист України В. Скакун). На даному етапі, симфонічний оркест був виведений в окрему структурну одиницю.
На базі театру неодноразово проводились заключні тури Республіканського, а потім Всеукраїнського конкурсу на найкраще виконання ролі Наталки у безсмертній п'єсі І. Котляревського «Наталка Полтавка». Переможцями цього конкурсу ставали актриси театру: заслужена артистка України В. Волкова і артистка М. Томм.
Справжнім святом у місті став Всеукраїнський фестиваль театрального мистецтва «В гостях у Миколи Гоголя», присвячений 200-річчю від дня народження видатного земляка. Заснований 2009 року, залишається мистецьким простором, де щороку у квітні на Батьківщину Гоголя збирає найкращі театри України.